# 南滨街道
南滨街道是中华人民共和国浙江省温州市瑞安市下辖的一个街道办事处。

## 行政区划
南滨街道下辖以下村级行政区划单位：
东林社区、七洲社区、阁一村、阁二村、阁三村、团前村、柏树村、塘头村、沙园村、龙潜村、南爿村、大池头村、林北村、林中村、林南村、西湖村和蔡桥村。